# Augusto Pinochet
Augusto José Ramón Pinochet Ugarte (AFI: [auˈɣusto pinoˈ(t)ʃe] o [-ˈ(t)ʃet].; Valparaíso, 25 novembre 1915 – Santiago del Cile, 10 dicembre 2006) è stato un generale e politico cileno, che, a seguito del colpo di Stato in Cile del 1973, governò il suo paese dall'11 settembre 1973 all'11 marzo 1990, instaurando un regime autoritario e dittatoriale, rendendosi responsabile di crimini contro l'umanità.
Generale dell'esercito, di orientamento fortemente conservatore, Pinochet arrivò al potere a seguito del golpe del 1973, inizialmente sollecitato da parte del Parlamento: il colpo di Stato militare - appoggiato dagli Stati Uniti d'America, nelle persone di Richard Nixon ed Henry Kissinger, in funzione anticomunista e da esponenti di ceti elevati cileni - rovesciò il legittimo governo, coinvolto in una grave crisi economica e in un'impennata dell'inflazione, del Presidente socialista Salvador Allende, il quale si suicidò durante il golpe. Egli fu alla guida di un governo militarista e reazionario, applicando una politica economica fortemente liberista, con l'assistenza di un gruppo di giovani economisti, guidati da José Piñera, detti "Chicago Boys", poiché formati a Chicago da Milton Friedman. Secondo Friedman questa politica generò un'enorme crescita economica che egli stesso battezzò il "miracolo del Cile", mentre secondo altre ricostruzioni la crescita fu dovuta a un cambio di rotta di Pinochet, il quale in seguito a un crollo finanziario decise di allontanare quasi tutti i Chicago Boys dal governo e nazionalizzare numerose aziende cilene.
Considerato simpatizzante o facente parte dei regimi fascisti da molti studiosi, a parere di altri l'esercizio del potere da parte di Pinochet fu distante da tale orientamento, poiché era privo delle strutture corporative e sociali tipiche di quei regimi. Si può affermare che il reale orientamento politico del generale, al di là delle sue tendenze accanitamente anticomuniste, sia tuttora oggetto di discussione; indubbia è l'ammirazione che Pinochet nutriva nei confronti del generale Francisco Franco, dittatore spagnolo, di orientamento fascista e anticomunista. Durante la dittatura militare di Pinochet fu applicata una feroce repressione dell'opposizione, giudicata da alcuni un vero sterminio di massa, con l'uccisione di un numero di oppositori compreso tra le 1 200 e 3 200 persone, tra 80 000 e 600 000 internati, esiliati o arrestati in maniera arbitraria e tra 30 000 e 130 000 torturati e/o vittime di violenza. Peraltro il Rapporto Rettig e altre commissioni, istituite dopo la dittatura, contarono ufficialmente 3 508 morti (2 298 assassinati o giustiziati e 1 210 sparizioni forzate) oltre a 28 259 vittime di tortura e prigionieri politici, nei circa 17 anni di potere di Pinochet, ma in particolare durante il primo decennio, in cui fu leader della Giunta militare cilena. Taluni autori hanno aumentato il numero delle vittime a 17 000 (15 000 morti e 2 000 scomparsi), mentre un computo del 2011 quantifica in 3 065 i "morti o forzatamente scomparsi" e in 40 018 le vittime anche "solo" di violazioni di diritti umani da parte del regime, ma la questione è ancora aperta.
Spinto dalle pressioni estere a una consultazione elettorale regolare, il referendum nel 1988 mise fine alla dittatura, con il 56% dei votanti che si espresse contro Pinochet, e lo costrinse ad avviare una fase di transizione, reintroducendo la democrazia con libere elezioni del 1989. Lasciò ufficialmente il potere solo l'11 marzo 1990, rimanendo però capo delle forze armate fino al 10 marzo 1998. Divenne poi senatore a vita, godendo dell'immunità parlamentare fino al 2002. Arrestato nel Regno Unito su mandato del governo spagnolo per la sparizione di cittadini iberici e accusato di crimini contro l'umanità, di corruzione ed evasione fiscale, non fu però mai condannato, per motivi di salute: rientrò in Cile, dove riuscì a evitare i processi e dove morì nel 2006. Il suo governo coincise con l'inizio della maggior parte delle sanguinose dittature militari in America meridionale, come quella della confinante Argentina, con cui Pinochet rischiò anche una guerra per contrasti di confine.

## Biografia

### Origini
Augusto José Ramón Pinochet Ugarte nasce il 25 novembre 1915 a Valparaíso, figlio di Augusto Pinochet Vera (1891-1944), medico e nipote di imprenditori agricoli originari di Lamballe, in Bretagna, che lasciarono nel XVIII secolo per trasferirsi in Cile, mentre sua madre Evelina Ugarte Martínezil (1895-1986) era di famiglia basca. Pinochet frequentò la scuola primaria e secondaria al Seminario San Rafael della città natale, l'Istituto "Rafael Ariztía" di Quillota (tenuto dai fratelli maristi), la Scuola dei Fratelli francesi di Valparaíso, e la Scuola militare Bernardo O'Higgins, nella quale entrò nel 1933 a 17 anni. Dopo quattro anni di studio, si diplomò in quest'ultima con il grado di alférez di fanteria.

### Carriera militare
Agli inizi di settembre 1937, fu inviato al Reggimento Chacabuco, a Concepción. Due anni dopo, nel 1939, con il grado di sottotenente, si trasferì al Reggimento Maipo, di stanza a Valparaíso. Ritornò alla scuola di Fanteria nel 1940. Nel gennaio del 1943 sposò la ventunenne Lucía Hiriart Rodríguez, figlia di un avvocato radicale che fu poi ministro dell'Interno e senatore, con la quale ebbe cinque figli. Alla fine del 1945, entrò nel Reggimento Carampangue, a Iquique. Nel 1948 entrò nell'Accademia di Guerra, ma dovette posporre i suoi studi, perché, essendo l'ufficiale più giovane, doveva trascorrere un periodo di servizio militare nella zona carbonifera di Lota.
L'anno seguente ritornò ai suoi studi in Accademia, ottenendo il titolo di ufficiale di Stato maggiore, e nel 1951, ritornò ad insegnare alla Scuola Militare. Nello stesso periodo, lavorò come aiuto insegnante all'Accademia di Guerra nei corsi di geografia e geopolitica militare. In aggiunta a questo, era attivo come direttore della rivista istituzionale Cien águilas (Cento Aquile), un organo che rappresentava la voce degli ufficiali. Durante l'inizio del 1953, con il grado di maggiore, fu inviato per due anni al Reggimento Rancagua ad Arica. Mentre si trovava là, fu nominato professore dell'Accademia di Guerra, e ritornò a Santiago del Cile per occupare il suo nuovo incarico.
Ottenne un baccellierato e, con questo diploma, entrò nella Scuola di Legge dell'Università del Cile. All'inizio del 1956 Pinochet fu scelto, insieme ad un gruppo di giovani ufficiali, per formare una missione militare che avrebbe collaborato con l'organizzazione dell'Accademia della Guerra dell'Ecuador a Quito, il che lo obbligò a sospendere i suoi studi di legge. Rimase con la missione a Quito per tre anni e mezzo, tempo durante il quale si dedicò allo studio della geopolitica, della geografia militare e dell'intelligence.
Alla fine del 1959, ritornò in Cile e fu inviato al Quartier generale della 1ª Divisione dell'esercito, ad Antofagasta. L'anno successivo, fu assegnato come comandante al 7º Reggimento di fanteria Esmeralda. Grazie al suo successo in questa posizione, fu nominato vice-direttore dell'Accademia di Guerra nel 1963. Nel 1968 fu nominato capo di stato maggiore della 2ª Divisione dell'esercito, a Santiago, e alla fine dell'anno fu nominato generale di brigata e capo di stato maggiore della 6ª Divisione del presidio di Iquique. Nella sua nuova funzione, fu anche nominato intendente rappresentante della regione di Tarapacá.
Nel gennaio del 1971, salì al grado di generale di divisione e fu nominato comandante della guarnigione dell'esercito di Santiago. All'inizio del 1972, fu nominato capo di stato maggiore dell'Ejército de Chile. Mentre i conflitti interni crescevano in Cile, con le dimissioni del generale Carlos Prats, Pinochet fu nominato comandante in capo dell'Ejército de Chile, il 23 agosto 1973, dal Presidente, il socialista Salvador Allende, che lo considerava fedele e lo definì un militare tutto d'un pezzo: nel giugno del 1973, infatti, accanto al generale Prats, Pinochet aveva contribuito a stroncare un golpe, (il Tanquetazo o golpe dei carri armati): a capo del 1º Reggimento di Fanteria Pinochet aveva fatto puntare le armi contro i militari rivoltosi spinti da Patria y Libertad, formazione paramilitare che poi si sarebbe schierata con Pinochet nel golpe dell'11 settembre.

### Massoneria
Iniziato in Massoneria nella Loggia Victoria nº15, all'oriente di San Bernardo, della Grande Loggia del Cile, il 28 maggio 1941 all'età di 25 anni, forse dietro raccomandazione di Osvaldo Hiriart Corvalán, suo suocero, Augusto Pinochet non è mai andato oltre il grado di compagno. È stato radiato dalla sua loggia il 24 ottobre 1942 per mancato pagamento delle quote associative e non frequentazione delle riunioni di loggia.

### Situazione sociale del Cile prima del golpe
Al momento del colpo di Stato, l'economia era in forte crisi. Il presidente Salvador Allende, che era stato eletto nel 1970 con il 36 per cento dei voti, per risollevare l'economia del Paese, aveva varato numerose riforme economiche e sociali, come la nazionalizzazione delle miniere di rame, carbone e ferro, controllate fino allora da imprese straniere, riforma costituzionale approvata all'unanimità dal parlamento, un'autentica riforma agraria e la nazionalizzazione di piccole e medie imprese strategiche e banche. Queste riforme non erano però gradite alla borghesia cilena e agli investitori stranieri. Le numerose nazionalizzazioni crearono una fuga di capitali, il blocco degli investimenti e quindi una inflazione galoppante che colpì duramente anche le classi popolari. Il 15 luglio 1971 i commercianti cominciarono ad accaparrare generi alimentari e di prima necessità, mettendo in ginocchio economicamente il Paese.
Il 4 giugno 1972 i camionisti cileni organizzarono uno sciopero contro il governo, provocando l'interruzione dei rifornimenti di carburante e aggravando ancor di più la situazione a livello di approvvigionamento alimentare; il primo dicembre le donne del Barrio Alto (quartieri eleganti come Las Condes, ecc. letteralmente "quartiere alto") scesero nelle strade per un "cacerolazo", forma di protesta sonora con concerto di pentole vuote. L'università era sotto il controllo del Movimento gremialista di Jaime Guzmán. Il 22 agosto 1973 il Congresso cileno votò una risoluzione in cui si elencavano le presunte violazioni della legalità compiute dal governo Allende e si invitava l'esercito a rimuovere il presidente. Secondo la costituzione cilena, per essere approvata, una risoluzione simile necessitava del voto favorevole di due terzi del parlamento.
La votazione si concluse con una maggioranza di voti favorevoli, ma senza raggiungere i due terzi richiesti. La tesi della guerra civile imminente, e di Allende ormai esautorato dalle forze di guerriglia comunista, fu sostenuta anche da Patricio Aylwin, il primo presidente del ritorno alla democrazia negli anni Novanta: "Il governo di Allende aveva esaurito, con un totale fallimento, la via cilena verso il socialismo e si apprestava a consumare un autogolpe per instaurare con la forza la dittatura comunista. Il Cile visse sull'orlo del "Golpe di Praga" che sarebbe stato tremendamente sanguinoso, e le Forze Armate non fecero altro che anticipare quel rischio imminente".

### Colpo di Stato del 1973
Nell'estate del 1973, Carlo Prats rassegnò le sue dimissioni, a seguito della sua decisione, il governo guidato da Allende affidò l'incarico di comandante in capo al generale Pinochet. I vertici militari cileni, l'11 settembre 1973, destituirono Allende con un colpo di Stato militare. I leader del golpe, i comandanti delle quattro forze armate cilene, usarono aerei da combattimento Hawker Hunter per bombardare il Palazzo Presidenziale che lo ospitava. Lì morì Salvador Allende, ma la reale causa della sua morte rimane un mistero: secondo la versione ufficiale si suicidò (come afferma anche l'autopsia effettuata nel 2011 sui resti di Allende), mentre altri sostengono che fu ucciso dai golpisti di Pinochet durante la difesa del palazzo presidenziale. Come sostenuto dalla figlia, egli si uccise pur di non arrendersi a Pinochet, che voleva offrirgli l'esilio al posto dell'arresto, almeno a parole (forse per inscenare poi un incidente aereo), anche se i golpisti sono considerati senza dubbio i responsabili morali della sua fine.

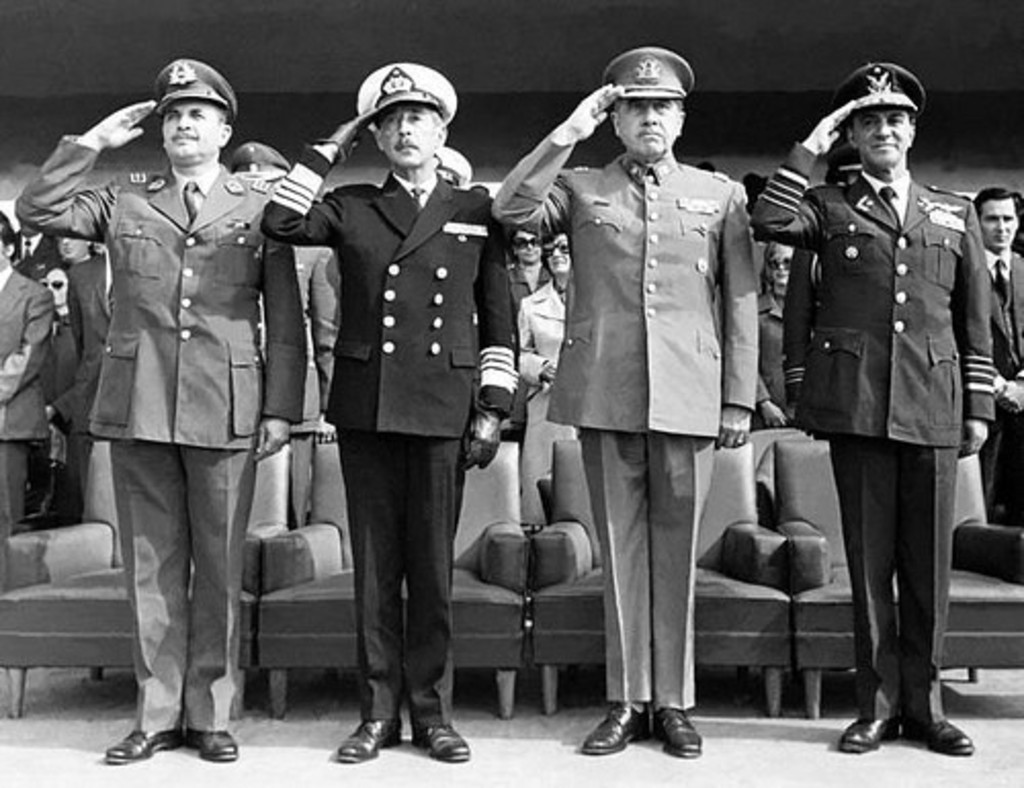
La giunta militare, da sinistra a destra: César Mendoza, José Toribio Merino, Pinochet e Gustavo Leigh.

Pinochet fu nominato a capo della giunta militare di governo, e si mosse per frantumare l'opposizione socialista del Cile, arrestando approssimativamente 130.000 individui in un periodo di tre anni. Il ruolo di Pinochet nella pianificazione del colpo di Stato è oggetto di discussione. È comunemente accettato che Pinochet sia stato il capo dei congiurati e che abbia usato la sua posizione di Comandante dell'esercito per coordinare un piano ad ampio raggio con le altre forze militari. Questa è la versione degli eventi che Pinochet stesso conferma nelle sue memorie. In anni recenti, comunque, alti ufficiali militari del tempo hanno raccontato che Pinochet, riluttante, fu coinvolto da Nixon nel colpo di Stato solo pochi giorni prima che questo avvenisse. Altri, tra i quali Sergio Romano, negano il ruolo dell'amministrazione americana nell'insurrezione nazionale cilena, ritenendola un atto autonomo dell'élite militare conservatrice cilena anticomunista e antiliberale. Quale che fosse la verità, una volta che la Giunta fu al potere, Pinochet presto consolidò il suo controllo su di essa.
In contrasto con la maggior parte delle altre nazioni dell'America Latina, il Cile aveva avuto, prima del colpo di Stato, una lunga tradizione di governi democratici civili, con diverse eccezioni come la giunta militare di Luis Altamirano (1924), il golpe del generale Carlos Ibáñez del Campo (1925), il colpo di Stato militare filo socialista dei generali Arturo Puga e Bartolomé Blanche (1932) o il governo di Gabriel González Videla (1946-1952), che era comunque un governo civile e salito al potere regolarmente, anche se presto ebbe un'involuzione dittatoriale. Alcuni ricercatori politici hanno ascritto la violenza del colpo di Stato alla stessa stabilità del sistema democratico esistente, che richiese azioni estreme per essere rovesciato.
La politica economica di Allende implicava il possesso da parte dello Stato di molte compagnie chiave, soprattutto le miniere di rame possedute dagli USA. In altri termini Allende si attirò l'odio dei grandi proprietari terrieri cileni, che accentravano nelle proprie mani una gran parte della ricchezza del paese. Inoltre rifiutava la politica di privatizzazione delle risorse primarie dello Stato cileno, temendo abusi, e arrivò persino a statalizzare il sistema bancario. Pinochet promise di promuovere lo sviluppo di un mercato più aperto o, per usare le sue parole, "di fare del Cile non una nazione di proletari, ma una nazione di imprenditori". Il governo di Allende era in rapporti amichevoli con Cuba.
Archivi desecretati degli USA provano che gli Stati Uniti d'America approvarono fondi per azioni che prevenissero l'elezione di Allende e, più tardi, per destabilizzare il suo governo. Il ruolo degli USA nel golpe stesso non è stato stabilito, ma un documento pubblicato dalla CIA nel 2000, intitolato "CIA Activities in Chile", rivelava che l'agenzia statunitense supportò attivamente la giunta militare prima e dopo il rovesciamento di Allende e che essa fece di molti ufficiali di Pinochet degli agenti pagati dalla CIA o dai militari USA, anche se l'agenzia sapeva che erano coinvolti in sistematiche e ampie violazioni dei diritti umani.
Inoltre una forte presenza di reduci nazisti latitanti e protetti, all'epoca, ha aiutato Pinochet nella conquista del potere. È emerso che Walter Rauff (qui rifugiato) partecipò attivamente, con la collaborazione di altri ex nazisti, a rovesciare il governo Allende con il colpo di stato collaborando con l'esercito locale e riorganizzando il sistema da lui usato durante il regime hitleriano: la creazione di un potente apparato repressivo. L'ex SS, già responsabile dell'attuazione dell'ordine di sterminio contro gli ebrei europei, durante la dittatura militare cilena, ebbe un ruolo chiave nella persecuzione e nell'assassinio dei membri dell'opposizione. Nel 1976 Rauff si tradì inviando a suo nipote in Germania, a Kiel una foto.  Questa contribuì a rintracciarlo tantoché un ex dipendente del servizio segreto cileno (la "DINA"), nome in codice Simon, lo riconobbe subito) trovandolo, nel luglio 1973, nella miniera di salnitro in disuso "Chacabuco" ubicata nel deserto di Atacama. "Simon" aggiunse che: "costruimmo un campo di concentramento per 1.200 prigionieri. Questo avvenne poche settimane prima del colpo di stato." Uno dei comandanti era tedesco e si faceva chiamare "Generale van Nordenflycht", in realtà era Walter Rauff. Costui insieme con suoi commilitoni stava organizzando l'operazione di "distruzione del nemico interno". Dopo che ci fu il sanguinoso colpo di stato dell'11 settembre 1973, "Simon" venne inviato nella città portuale di San Antonio ed inserito nel reggimento "Tejas Verdes" fino ad essere inglobato nel ruolo di agente del nuovo servizio segreto agli ordini di Augusto Pinochet, capo supremo della. giunta militare. Quest'ultimo poi nominò capo dei servizi segreti il suo fedele amico Manuel Contreras. "Simon" e altri furono tutti assunti e inseriti nell'elite dell'esercito allo scopo principale di "sradicare il comunismo in tutta l'America Latina". C'erano collaboratori stranieri (detti "gringos"), questi erano principalmente tedeschi. C'era anche fra loro Cornelius Elmar Krieg Marbeck, con un passato di istruttore delle SS sulle tecniche di guerra antipartigiana e di interrogatorio mediante torture durante il Terzo Reich. 
In seguito si è  saputo dalle dichiarazioni che gli agenti della DINA (all'epoca in piena attività) consideravano Rauff come un comandante militare intento ad organizzare un grande crematorio in una località denominata "Parco dei Re", utilizzato per cremare i resti dei cani randagi. I nazisti Willeke e Rauff stesso volevano subito verificare se i forni ubicati a "Perrera" fossero adatti per incenerire i corpi umani. Era doveroso investigare rapidamente perché giungeva un grande numero di cadaveri dai centri di tortura allestiti dai servizi segreti della DINA a Santiago del Cile e dintorni tra il 1974 e il 1976. Rauff veniva persino descritto  come "entusiasta dell'idea di eliminare le tracce dei crimini direttamente sul posto utilizzando quei stessi forni". Gli agenti cileni dissero che "è stato molto crudele, ma la verità è che i piani dello Sciacallo" (Rauff) "sono stati messi poi in atto". Alla domanda su quanti corpi siano stati bruciati nella località "Perrera", rispose senza esitazione citando il numero 300. Rauff fu pure visto trascorrere gli ultimi anni nel distretto di "Las Condes", giocando con i suoi nipoti. Il Cile aveva sempre respinto le richieste di estradizione di Israele, Gran Bretagna e Stati Uniti. Rauff era considerato un "intoccabile". Nel 1979 ricevette la visita del suo ex superiore, il generale delle SS Karl Wolff, congedandosi col camerata gli regalò, come addio, un libro con dedica (ironizzando): "SS-Standartenführer Walther Rauff, criminale di guerra certificato dallo Stato".

### Tra repressione e normalizzazione
(Augusto Pinochet)
Fino al 27 giugno 1974 Pinochet era semplicemente il presidente della Giunta militare cilena, leadership che avrebbe dovuto alternarsi con quelle dei comandanti delle altre forze armate. Da quella data assume il titolo di "Capo Supremo della Nazione", poi ufficializzato in Presidente del Cile, usato soprattutto dopo il trasferimento del generale alla Moneda ricostruita, e l'apparente smilitarizzazione del governo (Pinochet cominciò ad apparire in pubblico, nelle occasioni politiche e non militari, in abiti civili anziché in divisa). Il 17 dicembre 1974 è la data ufficiale dell'insediamento come presidente della Repubblica cilena.
La violenza e il bagno di sangue del colpo di Stato continuarono però durante l'amministrazione di Pinochet. Una volta al potere, Pinochet governò con pugno di ferro. La tortura contro i dissidenti era pratica comune, sia per avere informazioni, sia come metodo per incutere terrore, in modo che, se un oppositore fosse stato rilasciato, non avrebbe più avuto la forza di impegnarsi politicamente. Molte delle persone sequestrate difatti, a differenza di quanto avvenne in Argentina, furono poi rilasciate dopo tempi più o meno lunghi di detenzione, ma costrette all'esilio o all'isolamento sociale e politico (come accadde al futuro scrittore e regista Luis Sepúlveda).
I dissidenti assassinati per aver pubblicamente parlato contro la politica di Pinochet venivano invece per la maggior parte definiti "scomparsi" (desaparecidos). Non si sa esattamente quanta gente sia stata uccisa dalle forze del governo e dai militari durante i diciassette anni in cui Pinochet rimase al potere, ma la Commissione Rettig, voluta dal nuovo governo democratico, elencò ufficialmente 2 115 morti e "scomparsi dopo l'arresto", oltre a 164 vittime politiche, per un totale di 2 279 deceduti. L'ultimo computo aggiornato, presentato nell'agosto 2011 da una commissione incaricata dal governo, porta il numero totale delle vittime di omicidio o tortura a 40 018. L'organizzazione per i diritti umani Amnesty International afferma che vi furono gravissime e continuate violazioni di diritti, configurabili come crimini contro l'umanità, ma ridimensiona le cifre dei morti a 3 216. Ufficialmente vennero riconosciuti poi 2 298 morti, 1 210 desaparecidos e 28 259 vittime di tortura o di persecuzione politica. Il periodo più sanguinoso fu il primo decennio, in particolare l'anno stesso del golpe. Alcuni hanno aumentato il numero delle vittime a 17 000 (15 000 morti e 2 000 scomparsi) o forse di più, ma la questione è ancora aperta e controversa.
Tra le vittime, ucciso nell'Estadio Nacional de Chile insieme a molti altri durante i giorni del golpe, anche il regista e cantante Víctor Jara. Migliaia di cileni lasciarono il Paese per sfuggire al regime. Tranne che per la strage dell'Estadio Nacional de Chile - altro teatro della carneficina - ascritta dal dittatore ad una conseguenza della "guerra civile", Pinochet tentò di insabbiare questi crimini parlando di morti in scontri di guerriglia o di esiliati, anziché di sequestri e omicidi. Pinochet sostenne anche, interrogato in Inghilterra dopo la fine del regime, di non aver mai personalmente ordinato torture, ma solo di aver usato la mano dura sul comunismo, scaricando la responsabilità delle violenze sui capi della DINA, come Manuel Contreras. Pinochet tentò anche di difendersi giustificando il terrorismo di Stato come difesa dai guerriglieri del MIR (molti dei quali rimasero effettivamente vittime della repressione), che già avevano compiuto atti di terrorismo nell'ultima parte del governo Allende, che pure sostenevano ufficialmente.
La presidenza di Pinochet era frequentemente resa instabile da sollevazioni e da isolati attacchi violenti (nel 1986 sfuggì per poco a un attentato dinamitardo del Fronte Patriottico Manuel Rodriguéz). I tentativi di assassinio erano comuni, il che aumentò la paranoia del governo e probabilmente alimentò il ciclo dell'oppressione. La situazione in Cile raggiunse l'attenzione internazionale nel settembre 1976 quando Orlando Letelier, un ex-ambasciatore cileno negli Stati Uniti e ministro del governo Allende, fu assassinato con un'autobomba a Washington. Il generale Carlos Prats, predecessore di Pinochet come comandante dell'esercito, che si era dimesso piuttosto che sostenere le azioni contro Allende, era morto in circostanze simili a Buenos Aires, Argentina due anni prima. Nell'ottobre del 1999, il Dipartimento di Stato degli Stati Uniti d'America desecretò una raccolta di 1 100 documenti prodotti da varie agenzie degli USA che trattavano degli anni che portarono al colpo di Stato militare. Uno di questi documenti diede indicazione della scala della collaborazione degli USA con Pinochet.
L'aiuto militare USA crebbe notevolmente tra la venuta al potere di Allende nel 1970, quando ammontava a 800 000 dollari all'anno, fino a 10,9 milioni di dollari nel 1972, quando avvenne il colpo di Stato. Il 10 settembre 2001, una causa fu intentata dalla famiglia del generale René Schneider, una volta capo dello staff del generale cileno, accusando il precedente Segretario di Stato Henry Kissinger di aver preparato il suo assassinio nel 1970 per essersi opposto al colpo di Stato militare.
Nonostante il regime di Pinochet sia durato 17 anni, non tutti i Paesi riconobbero il nuovo Governo. L'Italia e la Svezia non riconobbero mai il cambio degli ambasciatori, e formalmente rimasero in carica quelli nominati da Salvador Allende.

### Politica economica

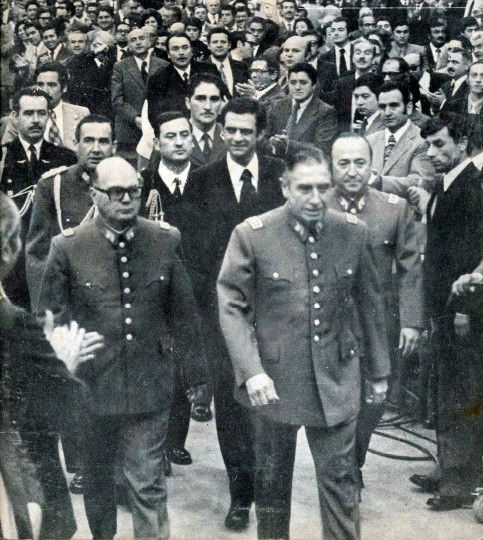
Pinochet e i membri della giunta fotografati ad una sfilata militare il 1º maggio 1975

La brutale repressione politica di Pinochet fu attuata in parallelo alle riforme economiche. Per formulare la sua politica economica, Pinochet si affidò ai cosiddetti Chicago Boys della Scuola di Chicago, che erano giovani economisti cileni istruiti all'Università di Chicago fortemente influenzati dalle teorie monetariste di Milton Friedman: privatizzazione, taglio della spesa pubblica e politiche anti-sindacali colpirono soprattutto i ceti meno abbienti della nazione, sebbene strati della società abbiano beneficiato di una crescita reale. Il principale di questi economisti fu José Piñera, ministro del lavoro e delle miniere, autore della riforma liberista delle pensioni, che vennero privatizzate. Sotto i primi anni del governo Pinochet l'economia cilena mise in campo un massiccio recupero.
Alcuni economisti mondiali lo chiamarono il miracolo del Cile, mentre altri hanno contraddetto questa affermazione teorizzando che, anche se le riforme di Pinochet attrassero grossi investimenti esteri, poca parte di quei soldi venne investita a fini produttivi. Il regime dei cambi fissi strideva, però, con il paradigma liberista del regime e nel 1976 infatti l'aumento dei tassi di interesse internazionale, attuato per fermare l'inflazione, innescò una fortissima recessione, anche se dal 1978 in poi queste politiche cominciarono a dare i loro frutti.
Nei primi anni ottanta, alcune personalità che avevano sostenuto il golpe come un male necessario, cominciarono a prendere le distanze, una volta appresi i crimini che Pinochet perpetrava ai danni degli oppositori: tra i critici vi furono il ministro José Piñera, il quale intercedette per un importante leader sindacale, impedendo il suo arresto e anche il suo esilio. L'economista lasciò la giunta, e nel 1988 lui e suo fratello Sebastián, ricco imprenditore e futuro presidente cileno, si schierarono contro il generale nel plebiscito che lo costrinse al ritiro. Dal maggio 1983, l'opposizione e il movimento sindacale organizzarono dimostrazioni e scioperi contro il regime, provocando una violenta risposta da parte delle forze di sicurezza.
Molte piccole imprese dichiararono bancarotta, mentre l'economia, comprese le industrie appena privatizzate, finì per essere dominata da monopoli favoriti dalle connessioni della giunta e dai legami con le imprese straniere. L'inflazione dopo aver toccato il suo massimo nel 1976 (a causa della crisi petrolifera), venne ridotta mediante una politica di stabilizzazione dei cambi e l'economia iniziò a crescere di nuovo verso la fine degli anni settanta con la ripresa economica mondiale. Durante il periodo della dittatura, la disoccupazione subì un deciso aumento per un decennio, dal 4,8% nel 1973 al 31% nel 1983.
Una seconda recessione colpì il Cile nel 1982, e l'economia non ripartì fino al 1986, quando ci fu un nuovo boom economico, in seguito all'introduzione nella politica liberista di interventi statali, che da allora non si è più arrestato.
Anche la disoccupazione cominciò a calare, arrivando al 7,8% nel 1990, quando Pinochet lasciò la presidenza. La crescita durante quel periodo fu superiore di molto al resto dell'America Latina. Queste politiche liberiste, seppure temperate, vennero mantenute in vigore dai partiti democratici. Al 2004, il Cile è considerato un esempio di successo economico nell'America Latina, avendo sostenuto la crescita delle esportazioni e del PIL per diversi anni, mentre l'enorme debito pubblico del periodo precedente al 1973 venne drasticamente ridotto, facendo del paese quello con meno debito al mondo (il record fu toccato con l'8,8 % del PIL nel 2011, estremamente basso se si pensa a quello degli Stati Uniti). La relazione tra le politiche economiche di Pinochet e questo boom rimangono materia di discussione. Secondo Amartya Sen e altri, non fu il monetarismo (che avrebbe dimostrato inconsistenza, seguendo questa tesi) imposto dalla giunta nel periodo 1973-1983 a portare a questa crescita (come sostenuto da Friedman), ma il successivo interventismo statale dello stesso governo militare e di quelli successivi, tralasciando il modo in cui queste politiche vennero attuate, ossia con la soppressione di diritti civili e politici.

### Ritorno alla democrazia
Nel settembre del 1986, un attentato alla vita di Pinochet venne organizzato, senza successo, dal Fronte Patriottico Manuel Rodríguez (FPMR), che si pensava fosse connesso al fuorilegge Partito Comunista. Pinochet subì solo ferite superficiali.
Dopo l'omicidio di Rodrigo Rojas de Negri, giovane residente negli Stati Uniti, brutalmente linciato in pubblico dai militari nel maggio 1986 per aver scattato alcune foto, anche l'amministrazione statunitense di Ronald Reagan prese le distanze dal regime cileno, rimasto così quasi isolato e sottoposto a pressioni internazionali sempre più forti.
La giunta cominciò ad allentare la morsa del proprio potere: nel 1988, in accordo con le norme transitorie della nuova Costituzione del Cile (che Pinochet stesso aveva voluto, e scritta da Jaime Guzmán), venne deciso di indire un plebiscito nell'ottobre dello stesso anno, per votare un nuovo mandato presidenziale di 8 anni per Pinochet, convinto che avrebbe vinto. A seguito del plebiscito del 1988, che si svolse senza brogli sotto osservatori stranieri neutrali e il cui esito fu considerato regolare, a sorpresa i sostenitori del "no" vinsero con il 55,99% dei voti contro il 44,01% dei favorevoli a Pinochet. In accordo con le norme della costituzione, nel novembre 1989 si tennero elezioni libere. Pinochet lasciò la presidenza l'11 marzo 1990: gli succedette il Presidente eletto Patricio Aylwin.

#### Capo dell'esercito e senatore

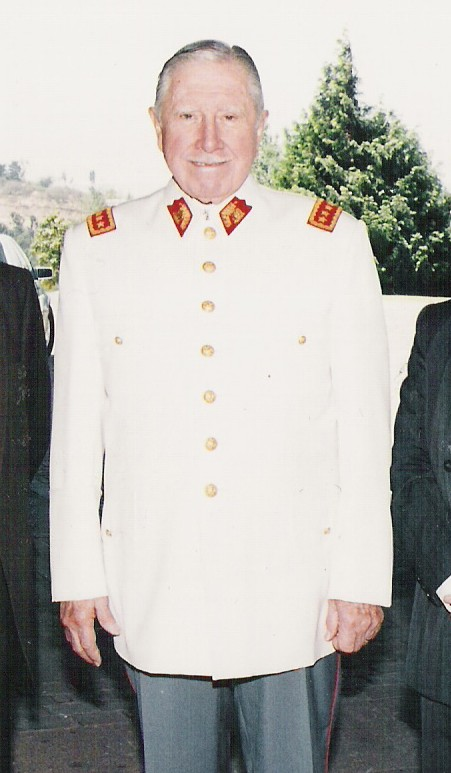
Pinochet nel 1995

Grazie alle norme transitorie della costituzione cilena, Pinochet mantenne nel 1990 la carica di comandante in capo dell'esercito del Cile democratico, dove restò fino al marzo 1998.
Una volta abbandonato questo ruolo, divenne senatore a vita e gli fu garantita l'immunità parlamentare.

#### Rapporti con il Regno Unito
Pinochet permise il rifornimento di carburante agli aerei britannici durante la guerra delle Falkland, cementando così la propria alleanza con il Regno Unito e con il primo ministro Margaret Thatcher. Successivamente andò in visita da Margaret Thatcher per il tè e per molte altre occasioni. I rapporti controversi di Pinochet con la Thatcher furono oggetto di scherno da parte del primo ministro laburista Tony Blair, che, nel 1999, derise il Partito Conservatore britannico definendolo "il partito di Pinochet".

#### Arresto
Pochi mesi dopo l'abbandono del ruolo di capo dell'esercito, divenuto senatore, nell'ottobre del 1998, mentre si trovava a Londra, Pinochet fu arrestato e fu posto agli arresti domiciliari, prima nella clinica nella quale era appena stato sottoposto ad un intervento chirurgico alla schiena e poi in una residenza in affitto. Il mandato di arresto era stato emesso dal giudice spagnolo Baltasar Garzón per crimini contro l'umanità: le accuse includevano 94 casi di tortura contro cittadini spagnoli e un caso di cospirazione per commettere tortura. La Gran Bretagna aveva solo di recente firmato la Convenzione internazionale contro la tortura, e tutte le accuse erano per fatti avvenuti negli ultimi 14 mesi del suo regime.
Il governo del Cile si oppose al suo arresto, alla sua estradizione e al suo processo. Ci fu una dura battaglia legale nella Camera dei lord, allora il massimo organo giurisdizionale britannico, che durò 16 mesi. Pinochet rivendicò l'immunità diplomatica in quanto ex capo di Stato, ma i lord gliela negarono in considerazione della gravità delle accuse e concessero l'estradizione, pur con vari limiti. Poco tempo dopo, però, una seconda pronuncia della Camera dei lord consentì a Pinochet di evitare l'estradizione a causa delle sue precarie condizioni di salute (aveva 82 anni al momento del suo arresto). Dopo alcuni accertamenti sanitari, l'allora ministro degli esteri britannico Jack Straw consentì a Pinochet, dopo quasi due anni di arresti domiciliari o in clinica, di fare ritorno nel suo Paese.
Al suo rientro in Cile (3 marzo 2000), comunque, un giudice era stato nominato per indagare su di lui a seguito di numerose accuse, e il generale viene nuovamente arrestato. Nonostante il suo rilascio per cause di cattiva salute, la detenzione di Pinochet in uno Stato straniero per crimini contro l'umanità commessi nel suo Paese costituisce un punto di svolta molto rilevante nel diritto internazionale. Il mandato d'arresto emesso da Baltasar Garzón si fondava infatti in maniera significativa sul principio della giurisdizione universale: alcuni crimini internazionali sono talmente gravi che qualsiasi Stato può procedere per eseguire la loro punizione.

#### Rapporti con il Vaticano
Papa Giovanni Paolo II visitò il Cile nell'aprile 1987 e incontrò Pinochet. A volere fortemente quel viaggio fu l'allora nunzio apostolico nel Paese sudamericano Angelo Sodano. Suscitarono polemiche l'affacciarsi del papa al balcone del Palazzo della Moneda accanto al generale e la benedizione impartita, nel cortile interno dello stesso palazzo, ai funzionari del governo. Monsignor Vincenzo Paglia, presidente della Pontificia Accademia per la vita, in un'intervista rilasciata a Unomattina nel 2023, ha affermato che Giovanni Paolo II, durante gli incontri avuti nel viaggio in Cile, chiese al generale Pinochet di lasciare il suo incarico.
Il 18 febbraio del 1993 giunsero a Pinochet due lettere di auguri da parte del papa Wojtyła e del segretario di Stato Angelo Sodano in occasione della ricorrenza delle sue nozze d'oro.

### Processo in patria per crimini contro l'umanità
Nel 2000 la Corte d'Appello di Santiago votò per togliere a Pinochet l'immunità parlamentare (13 voti a favore e 9 contrari), ed egli venne quindi inquisito. Comunque, il caso venne annullato dalla Corte Suprema per motivi medici (demenza vascolare) nel luglio 2002. Poco dopo il verdetto, Pinochet si dimise dal Congresso, e visse da ex senatore. Fece rare apparizioni pubbliche, e fu soprattutto assente agli eventi che celebravano il 30º anniversario del golpe, l'11 settembre 2003.
Il 28 maggio 2004 la Corte d'appello votò per revocare lo stato di demenza di Pinochet (14 voti a favore e 9 contrari), e quindi la sua immunità al processo. Nel sostenere il suo caso, l'accusa presentò una recente intervista televisiva concessa da Pinochet ad un canale televisivo di Miami. I giudici trovarono che l'intervista sollevava dubbi sulle reali facoltà mentali di Pinochet. Il 26 agosto 2004, con un voto di 9 a 8, la Corte Suprema confermò la decisione che Pinochet dovesse perdere l'immunità senatoriale e affrontare il processo, portando i suoi critici a sperare di vederlo giudicato per le numerose violazioni di diritti umani. Come parte importante del processo, il suo reale stato di salute mentale è stato valutato da un gruppo di esperti proposto dal giudice e dalle parti (12 ottobre 2004).
Il 2 dicembre 2004 la Corte d'Appello di Santiago del Cile ha tolto a Pinochet l'immunità dal processo per l'assassinio del suo predecessore, il generale Carlos Prats, che fu ucciso nel 1974 da un'autobomba mentre era in esilio in Argentina. Dal 13 dicembre 2004 Pinochet fu messo agli arresti domiciliari. Lo annunciò il giudice Juan Guzmán, il magistrato che indagava sul suo ruolo nella Operazione Condor, il piano concordato negli anni settanta tra le dittature latinoamericane e gli Stati Uniti d'America per reprimere le derive progressiste del continente. Nel gennaio del 2005 venne pubblicato il Rapporto Valech il quale ha indicato in 35 000 i casi di torture commesse dal regime, di cui 28 000 provate.

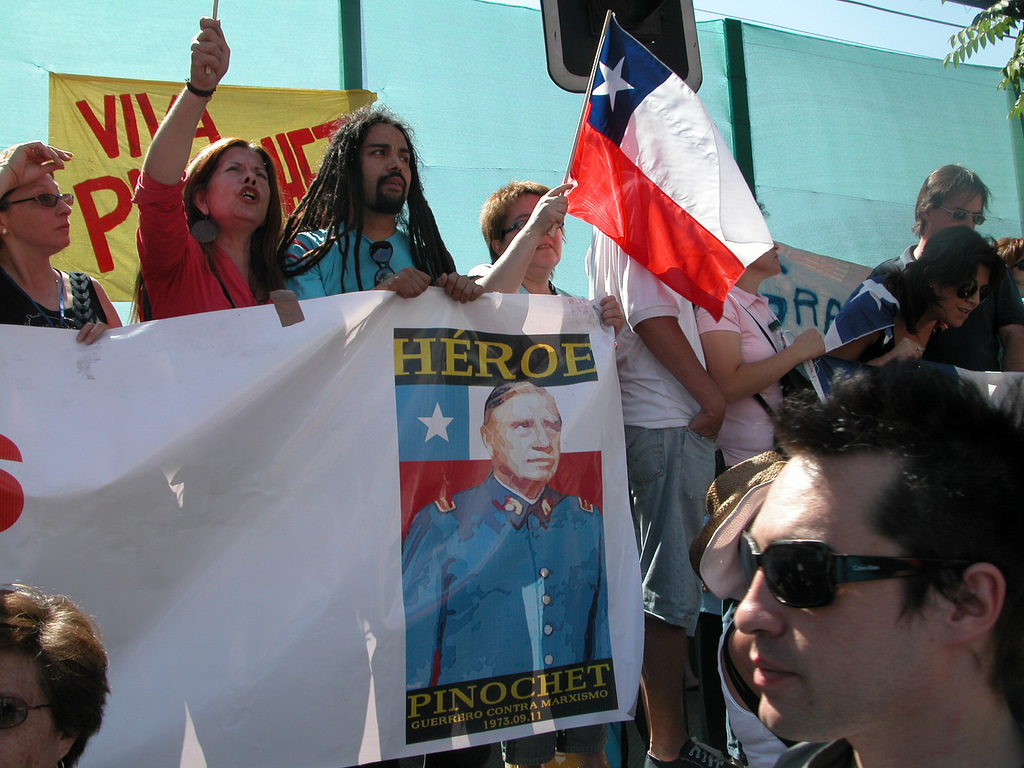
Sostenitori di Pinochet

### Antisemitismo
Secondo Ilaria Croce, i pinochettisti usarono il pugno di ferro e la violenza contro quelle correnti che definivano complottisticamente, sull'esempio del fascismo anni '30, "giudei-comunisti". Il carattere del pinochetismo, secondo lo storico George Mosse e secondo lo stesso Ernst Nolte, è una oscillazione molto pericolosa tra nazionalsocialismo e cattolicesimo conservatore. Pinochet era un noto ammiratore del leader falangista spagnolo Francisco Franco ma ebbe parole di elogio per gli stessi nazisti, come Mosse ha messo in rilievo, e molti suoi collaboratori esibivano busti del leader fascista Benito Mussolini. Si calcola che migliaia di ebrei furono uccisi nella generica lotta contro il progressismo rivoluzionario di sinistra, oggi a Santiago campeggia il Monumento delle vittime ebraiche del "fascismo cileno".

### Riggs Banke processi per evasione fiscale e riciclaggio
Un comitato investigativo del Senato degli Stati Uniti, ha pubblicato il 15 luglio 2004, dopo un anno di lavori, un rapporto sulla Riggs Bank, che valutò tra i quattro e gli otto milioni di dollari il patrimonio di Pinochet. Secondo il rapporto, la Riggs partecipò al riciclaggio di denaro per conto di Pinochet, costituendo società di comodo offshore (riferendosi a Pinochet solo come a "un ex funzionario pubblico" di nome Daniel López) e nascondendo i suoi conti correnti alle agenzie regolatrici. Il rapporto diceva che le violazioni erano "sintomatiche di una scorretta e, a volte, inefficace applicazione di tutte le regolamentazioni bancarie federali o del compimento da parte della banca degli obblighi contro il riciclaggio di denaro".
Cinque giorni dopo una corte cilena aprì formalmente un'investigazione sulle finanze di Pinochet, per la prima volta, con accuse di frode, appropriazione indebita di fondi e corruzione. Quindi, poche ore dopo, il procuratore di Stato del consiglio di difesa statale del Cile (Consejo de Defensa del Estado), presentò una seconda richiesta allo stesso giudice per investigare sul patrimonio di Pinochet, ma senza accusarlo direttamente di reati. Il 1º ottobre 2004, il Servizio delle Imposte Interne cileno (Servicio Impuestos Internos) istruì un'azione legale contro Pinochet, accusandolo di frode ed evasione fiscale, per un totale di 3,6 milioni di dollari in conti di investimento alla Riggs, tra il 1996 e il 2002. Pinochet avrebbe potuto affrontare sanzioni per un totale pari a tre volte tale somma e la pena della detenzione se fosse stato condannato. Nella sua ultima intervista, pubblicata da "Mercurio", noto quotidiano cileno, il generale cileno smentì punto per punto queste accuse. La questione è perciò controversa.

### Ultimi anni

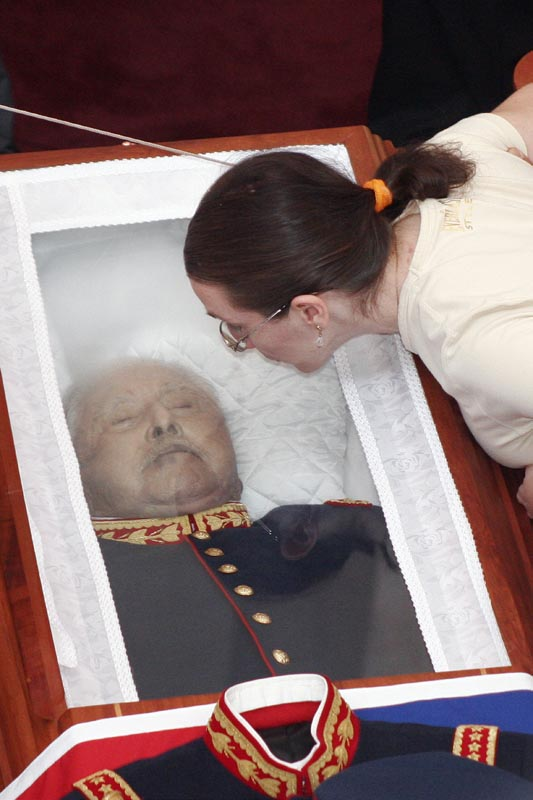
La salma di Pinochet nella bara durante i funerali

Dall'età di ottantatré anni ha vissuto nella sua villa di Santiago, afflitto da problemi di salute. Pur essendo finito per ben quattro volte agli arresti domiciliari (l'ultima delle quali il 30 ottobre 2006 per i crimini avvenuti nel centro di detenzione clandestino di Villa Grimaldi) riuscì a evitare fino alla fine un processo vero e proprio.
Il 3 dicembre 2006 Pinochet venne ricoverato in un ospedale militare di Santiago per un arresto cardiaco e un edema polmonare e subì un intervento di bypass. Il giorno seguente si aggravò ulteriormente, al punto tale da ricevere il sacramento dell'estrema unzione. L'ex dittatore cileno morì una settimana dopo, il 10 dicembre, all'età di 91 anni. Anche da morto il dittatore ha diviso il suo Paese: nel giorno della sua morte sono state fermate, a Santiago del Cile e in un'altra dozzina di città, 53 persone, in seguito a scontri tra i sostenitori dell'ex dittatore, che ne piangevano la morte, e gli oppositori che manifestavano per festeggiare l'evento.

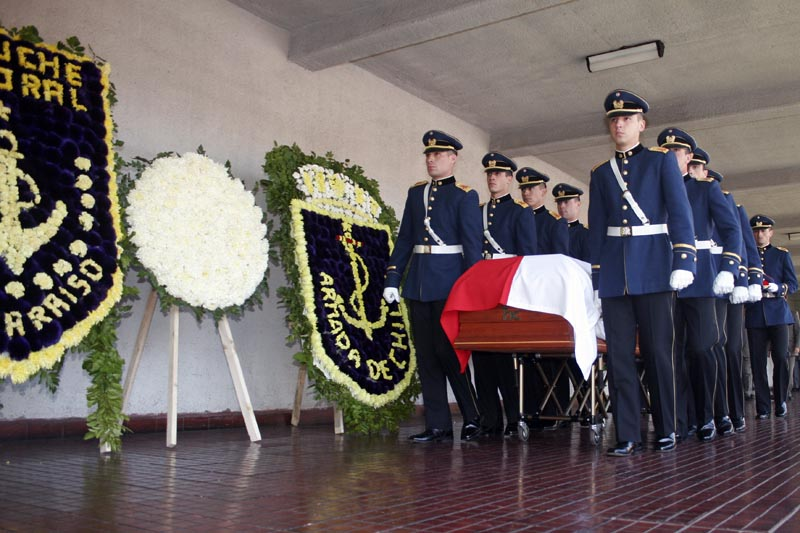
Esequie militari di Pinochet

Il Presidente della Repubblica Cilena, la socialista Michelle Bachelet, il cui padre morì in prigione a causa di Pinochet (lei e sua madre furono arrestate e poi esiliate), ha negato al generale i funerali di Stato, ma non ha potuto evitare le esequie militari. Sessantamila persone hanno reso omaggio alla salma. Poco prima della cerimonia religiosa hanno fatto il loro ingresso, alla scuola militare di Santiago del Cile, 3 000 persone (altre 5 000 sono rimaste fuori). Alla cerimonia era presente, per il governo, il Ministro della Difesa Vivianne Blanlot.
La salma è stata cremata, probabilmente per evitare profanazioni del corpo come accaduto al presidente argentino Perón, e le ceneri sono state tumulate a Los Boldos, in una cappella privata sita su un terreno annesso a una residenza di famiglia, dopo il rifiuto delle Forze armate di accoglierle in un terreno di proprietà dell'esercito. Parallelamente al funerale, un migliaio di oppositori ha reso omaggio alla memoria di Salvador Allende.

## Eredità politica
I cileni rimangono divisi tra quanti vedono in lui un brutale dittatore, che pose fine al governo democratico di Allende e guidò un regime caratterizzato da violente repressioni, e quanti affermano che egli abbia evitato al Paese una deriva verso il comunismo e guidato la trasformazione dell'economia cilena in un'economia moderna. Anche se vi è un crescente riconoscimento dell'innegabile brutalità del suo regime, i suoi sostenitori giustificano ciò nel contesto della crescente violenza nella società cilena provocata dai gruppi politici armati rivoluzionari nel decennio che precedette il colpo di Stato. La sua azione politica ha ispirato il movimento cileno di estrema destra detto pinochetismo.
Nel 2012 il governo conservatore di Sebastián Piñera (fratello di José Piñera) è stato accusato di promuovere il revisionismo e il negazionismo nei confronti della dittatura pinochetista: in particolare il Ministero dell'Istruzione ha ordinato di cancellare la parola "dittatura" per descrivere il periodo di Pinochet nei libri di scuola elementare. Le disposizioni, che hanno suscitato moltissime polemiche, definiscono il suo governo solo come "regime militare", che ristabilì l'ordine in un periodo di guerra civile e violenze in tutto il Cile.

## Pinochet nella cultura di massa
Pinochet e il suo ruolo dittatoriale sono abbastanza presenti nella cultura popolare e non solo:

### Letteratura
- Pinochet è nominato nell'ultima poesia di Pablo Neruda, I satrapi.

### Musica
- Pippo Pollina, Inti-Illimani - Il giorno del falco
- Modena City Ramblers - 2 Magliette Rosse
- La Famiglia Rossi - È morto Pinochet
- Deborah Holland - Pinochet and Margaret Thatcher
- Sting - They Dance Alone (Cueca Solo)
- Litfiba - Santiago, che si riferisce alla visita di Papa Giovanni Paolo II nel 1987
- Francesco De Gregori - Tutti hanno un cuore; la seconda strofa racconta di un viaggio dell'autore a Santiago, con alcuni amici cileni che tornavano dall'esilio verso la fine della dittatura[79]
- Nomadi - Salvador (15 anni dopo)
- Cranchi - 11 Settembre '73
- Pinguini Tattici Nucleari - Antartide
- Offlaga Disco Pax - Isla Dawson

### Cinema
- No - I giorni dell'arcobaleno, sulla campagna referendaria contro Pinochet (compare in immagini di repertorio).
- El Conde, film di Pablo Larraín in cui la figura di Augusto Pinochet viene fantasticamente reinventata in quella di un vampiro.